# Miss USA 2010
Miss USA 2010, est la 59e élection de Miss USA, qui s'est déroulée le 16 mai 2010 au Planet Hollywood Resort and Casino à Las Vegas dans l'état du Nevada.
Rima Fakih, Miss Michigan USA 2010, remporte le titre de Miss USA 2010, elle succède à Kristen Dalton, Miss USA 2009.

## Résultats
| Résultats finals | Candidate |
| ---------------- | --- |
| Miss USA 2010    | - Michigan - Rima Fakih |
| 1re dauphine     | - Oklahoma - Morgan Woolard |
| 2e dauphine      | - Virginie - Samantha Casey |
| 3e dauphine      | - Colorado - Jessica Hartman |
| 4e dauphine      | - Maine - Katie Whittier |
| Top 10           | - Tennessee - Tucker Perry - Alabama - Audrey Moore - Mississippi - Breanne Ponder - Californie - Nicole Johnson - Missouri - Ashley Strohmier   |
| Top 15           | - Wyoming - Claire Schreiner - Pennsylvanie - Gina Cerilli - Kansas - Bethany Gerber - Nebraska - Belinda Wright - Arkansas - Adrielle Churchill |

### Prix spéciaux
- Miss Sympathie:  Nebraska - Belinda Wright
- Miss Photogénie:  Alabama -  Audrey Moore